# Венесуэльский куриный салат
Венесуэльский куриный салат (исп. ensalada de gallina) — традиционное рождественское блюдо в венесуэльской кухне наряду с запечённым окороком, альякой и ветчинным хлебом. Рождественский венесуэльский куриный салат похож на российский новогодний оливье с курицей. Как и оливье в России, куриный салат в Венесуэле готовят не только к праздничному столу, но и в течение всего года. Куриный салат в Венесуэле также используется в качестве начинки в арепах. Считается, что салат появился в начале 1940-х годов и начинал на столах простых каракасцев.
Для приготовления салата в базовом рецепте требуются картофель, морковь, курица и майонез, причём картофель и морковь отвариваются уже почищенными и порезанными кубиками. Дополнительные ингредиенты в салате появляются в соответствии с региональными гастрономическими традициями: это отваренный свежий горошек, яблоко или зелёный виноград, а также консервированный в сиропе ананас. В соус помимо майонеза добавляют горчицу, вустерский соус и лимон. Хорошо приготовленный куриный салат должен иметь крутую консистенцию, чтобы при сервировке он не разваливался и держал приданную ему форму. В куриный салат также добавляют крупно натёртый сыр гауда, и тогда салат называется «сифрина».